# The Dynasty: Roc La Familia
The Dynasty: Roc La Familia – piąty album studyjny Jaya-Z, wydany 31 października 2000 roku, w wytwórni Roc-A-Fella Records. Oryginalnie jest to album kolaboracji Roc-A-Fella Records który miał stać się wizytówką dla nowych raperów z Roc-A-Fella Records takich jak Memphis Bleek, Beanie Sigel i Freeway. Ostatecznie jednak stał się kolejnym solowym albumem Jay-Z (albo przynajmniej oznaczony jako kolejny by zwiększyć sprzedaż). Na albumie swoich głosów użyczyli tacy raperzy jak Snoop Dogg, R. Kelly i Scarface. W przeciwieństwie do poprzednich produkcji, gdzie swoich bitów użyczali sławni i uznani wtedy producenci tacy jak Timbaland i Swizz Beatz, to Jay-Z zdecydował się podjąć współpracę z dopiero co wschodzącymi i dobrze się zapowiadającymi wtedy producentami takimi jak Just Blaze czy Kanye West, którzy odpowiadali za sferę muzyczną większości utworów. Singlami są: I Just Wanna U (Give It 2 Me), Change The Game, Guilty Until Proven Innocent.

## Lista utworów
1. Intro – 3:10
2. Change the Game (feat. Beanie Sigel & Memphis Bleek) – 3:07
3. I Just Wanna Love U (Give It 2 Me)  (Vocale Pharrell Williams & Sparks) – 3:47
4. Streets Is Talking (feat. Beanie Sigel) – 4:44
5. This Can't Be Life (feat. Beanie Sigel & Scarface) – 4:48
6. Get Your Mind Right Mami (feat. Memphis Bleek & Snoop Dogg) – 4:22
7. Stick 2 the Script (feat. Beanie Sigel) – 4:08
8. You, Me, Him and Her (feat. Beanie Sigel, Memphis Bleek & Amil) – 3:44
9. Guilty Until Proven Innocent (feat. R. Kelly) – 4:55
10. Parking Lot Pimpin' (feat. Beanie Sigel & Memphis Bleek) – 4:15
11. Holla (feat. Memphis Bleek) – 3:32
12. 1-900-Hustler” (feat. Beanie Sigel, Memphis Bleek & Freeway) – 3:50
13. The R.O.C.(feat. Beanie Sigel & Memphis Bleek) – 4:06
14. Soon You'll Understand – 4:35
15. Squeeze 1st – 3:49
16. Where Have You Been (feat. Beanie Sigel) – 5:33